# Gibraltar Anthem
Die Gibraltar Anthem ist die offizielle Nationalhymne des britischen Übersee-Territoriums Gibraltar und wird neben der britischen Nationalhymne God Save the King verwendet.
Geschrieben und komponiert wurde die Hymne von Peter Emberley, der nicht aus Gibraltar stammt. Am 18. Oktober 1994 wurde die Hymne bei einem Wettbewerb ausgewählt.
Jeden 10. September, dem Nationalfeiertag Gibraltars, wird die Hymne von einem Schulchor gesungen und dabei steigen 30.000 Luftballons in den Flaggenfarben Gibraltars rot und weiß auf.

## Text
| Englisches Original | Deutsche Übersetzung |
| --- | --- |
| Gibraltar, Gibraltar, The Rock on which I stand, May you be forever free, Gibraltar, my own land.                        | Gibraltar, Gibraltar, Der Fels auf dem ich stehe, Mögest du für immer frei sein, Gibraltar, mein Land.                                       |
| Mighty pillar, Rock of splendour, Guardian of the sea, Port of hope in times of need, Rich in history.                   | Mächtiger Pfeiler, Felsen von Pracht, Wächter der See; Hafen der Hoffnung in Zeiten der Not, Reich an Geschichte.                            |
| Gibraltar, Gibraltar, The Rock on which I stand, May you be forever free, Gibraltar my own land.                         | Gibraltar, Gibraltar, Der Fels auf dem ich stehe, Mögest du für immer frei sein, Gibraltar, mein Land.                                       |
| God give grace to this our homeland, Help us to live as one, Strong in freedom, Truth and justice, Let this be our song. | Gott gebe Anmut zu unserem Heimatland, Hilf uns als eins zu leben, Stark in Freiheit, Wahrheit und Gerechtigkeit, Lass dies unser Lied sein. |
| Gibraltar, Gibraltar, The Rock on which I stand, May you be forever free, Gibraltar! Gibraltar! My own land!             | Gibraltar, Gibraltar, Der Fels auf dem ich stehe, Mögest du für immer frei sein, Gibraltar! Gibraltar! Mein Land!                            |